# 克拉涅斯鎮區 (明尼蘇達州克萊縣)
克拉涅斯鎮區（英語：Kragnes Township）是位於美國明尼蘇達州克萊縣的一個行政鎮區。

## 地方資料
克拉涅斯鎮區的面積為98.90平方千米，當中陸地面積為98.90平方千米，而水域面積為0.00平方千米。根據2020年美國人口普查的數據，當地共有人口255人，而人口密度為每平方千米2.58人。